# Condado de Dewey (Dakota del Sur)
El condado de Dewey (en inglés: Dewey County, South Dakota), fundado en 1883,  es uno de los 66 condados en el estado estadounidense de Dakota del Sur. En el 2000 el condado tenía una población de 5972 habitantes en una densidad poblacional de 1 personas por km². La sede del condado es Timber Lake.

## Geografía
Según la Oficina del Censo, el condado tiene un área total de 6334 km² (2445,6 mi²), de la cual 5964 km² (2302,7 mi²) es tierra y 370 km² (142,9 mi²) es agua.

### Condados adyacentes
- Condado de Corson - norte
- Condado de Walworth - noreste
- Condado de Potter - este
- Condado de Sully - sureste
- Condado de Stanley - sur
- Condado de Ziebach - oeste

## Demografía
En el 2000 la renta per cápita promedia del condado era de $23 272, y el ingreso promedio para una familia era de $24 917. El ingreso per cápita para el condado era de $9251. En 2000 los hombres tenían un ingreso per cápita de $21 522 versus $18 777 para las mujeres. Alrededor del 33.60% de la población estaba bajo el umbral de pobreza nacional.
| 1910 | 1920 | 1930 | 1940 | 1950 | 1960 | 1970 | 1980 | 1990 | 2000 | Est. 2008 |
| ---- | ---- | ---- | ---- | ---- | ---- | ---- | ---- | ---- | ---- | --------- |
| 1145 | 4802 | 6476 | 5709 | 4916 | 5257 | 5170 | 5366 | 5523 | 5972 | 5931      |

## Ciudades y pueblos
- Eagle Butte
- Green Grass
- Isabel
- La Plant
- North Eagle Butte
- Timber Lake
- Whitehorse
- North Dewey
- South Dewey

## Mayores autopistas
- Carretera de U.S.212
- Carretera de Dakota del Sur 20
- Carretera de Dakota del Sur 63
- Carretera de Dakota del Sur 65